# WX321J
WX321JおよびWX321J-Zはウィルコム向けに供給された日本無線製PHS（AIR-EDGE PHONE）端末である。WX310Jの後機種。

## 概要
WX310Jにはなかった、カメラと上下左右ボタンが追加された(WX310Jでは指紋センサーで上下左右の操作を行っていた)。外部メモリがminiSDカードからmicroSDになった。
WX310Jで不評であった指紋センサーを真皮読み取り型にすることで認証性能を向上させている。
使用されているブラウザのバージョンアップでWEB閲覧速度が若干向上、外部メモリにメールの保存が可能になるなど細かい改良も施されている。
ブラウザをフルブラウザもしくはスマートフィットモードで使用しているときは、指紋センサーをタッチパッドのように用いてマウスカーソルを使うことも出来る。
その他の基本的な仕様はWX310Jに準ずる。
WX321J-Zは法人向けソリューション『W-VPN』に対応し、本体色もWX321Jとは異なる。

## 沿革
- 2007年2月15日 WX321J発売
- 2008年2月下旬 WX321J-Z発売

## 各種仕様
- 機種名 WX321J
- サイズ 約51×120×16mm(突起部除く)
- 質量 約108g
- 色 シルバー(WX321J)、ネイビー(WX321J-Z)
- 連続通話時間 約6.5時間(公衆モード利用時・省電力モード｢ON｣設定時)
- 連続待受時間 約750時関(公衆モード利用時・省電力モード｢ON｣設定時)
- 充電時間 充電台利用:約100分間
- メイン液晶 2.4インチ 320×240ピクセル (QVGA) IPS方式TFT 262,144色
- カメラ 130万画素 CMOS
- 外部端子 miniUSB TypeB（USBデータケーブル同梱）
- 外部メモリ microSD
- バッテリ リチウムイオン DC3.7V 780mAh
- 日本語変換 オムロン「Advanced Wnn V1.2」
- ブラウザ ACCESS NetFront v3.4